# Elżbieta Igras
Elżbieta Igras (ur. 17 grudnia 1947 w Biłgoraju) – polska piosenkarka o niskiej, specyficznej barwie głosu.
Igras zaczęła śpiewać jako amatorka już w szkole średniej. Potem studiowała filologię rosyjską na Uniwersytecie Marii Curie-Skłodowskiej w Lublinie. Zadebiutowała z grupą Bezimienni w 1967 na Młodzieżowym Festiwalu Muzycznym, zdobywając Główną Nagrodę jako solistka oraz nagrodę specjalną audycji radiowej Popołudnie z młodością. W 1969 roku wystąpiła na Studenckim Festiwalu Piosenki w Krakowie, gdzie otrzymała Brązowego Trubadura. Na III Festiwalu Piosenki Żołnierskiej w 1969 w Kołobrzegu zdobyła „Złoty Pierścień” za interpretację piosenki Rodzinne pamiątki. W roku 1972 otrzymała wyróżnienie za debiut na Krajowym Festiwalu Piosenki Polskiej w Opolu.
Współpracowała z Quorum, Portretami, Alibabkami, Partitą i Haliną Frąckowiak. W roku 1970 rozpoczęła karierę solową. W 1972 wystąpiła m.in. na International Festival des Variétés et Music-Halls w Rennes oraz "Coupe d'Europe Musicale" w Belgradzie, a także na międzynarodowym festiwalu w Libercu i Bukareszcie. Koncertowała  kilkakrotnie w krajach d. ZSRR, w USA, RFN, Szwajcarii, Rumunii, występowała też dla Polonii amerykańskiej (USA, Kanada). Brała również udział w realizacji oratorium Zagrajcie nam dzisiaj, wszystkie srebrne dzwony (z librettem Ernesta Brylla  i muzyką Katarzyny Gärtner).
W latach 1998–2002 była radną Ursynowa. W kadencji 2006-2010 została ponownie wybrana do Rady Dzielnicy Ursynów z listy Platformy Obywatelskiej. Pełniła funkcję przewodniczącej Komisji Kultury, Sportu, Rekreacji i Promocji. W wyborach samorządowych 2010 została ponownie uzyskała mandat radnej i skutecznie ubiegała się o reelekcję w 2014 roku. Po kadencji 2014-2018 zakończyła działalność samorządową, nie startując już w wyborach w 2018 roku. Jest pomysłodawczynią i szefową Ogólnopolskiego Konkursu Piosenkarzy Amatorów MUFKA, od 2000 roku promującego młodych wokalistów.
Najnowszym programem Igras jest To Ty - Marlene, recital o życiu i karierze Marleny Dietrich.

## Wybrane piosenki
- "Aria Skołuby" (w oryginalnej tonacji)
- "Co dasz mi, dniu?"
- "Czego mogę chcieć od ciebie"
- "Epitafium"
- "Idę ziemią"
- "Kolczyki Izoldy"
- "Mały gigolo"
- "Mamy jeden świat"
- "Miłość nie umiera"
- "Mówiłeś tyle dobrych słów"
- "Odmłodzone tango"
- "Szczęście"
- "W samym środku życia"
- "Ze mną bądź"
- "Żołnierka, żołnierka"